# Торадзе, Гулбат Григорьевич
Гулба́т Григо́рьевич Тора́дзе (груз. გულბათ გრიგოლის ძე ტორაძე; род. 14 октября 1928, Тифлис, Грузинская ССР, ныне Тбилиси, Грузия — 17 октября 2018) — грузинский музыкальный критик, музыковед и педагог. Кандидат искусствоведения (1969). Заслуженный деятель искусств Грузинской ССР (1967).

## Биография
В 1950 году окончил филологический факультет Тбилисского университета, в 1952 году — теоретико-композиторский факультет Тбилисской консерватории, и в 1955 году там же — аспирантуру (руководитель Владимир Донадзе). В 1952—1953 годах — преподаватель театрального института, а с 1953 года — Тбилисской консерватории, где в 1962—1969 годах был деканом, в 1969 году защитил кандидатскую диссертацию «Грузинская симфоническая поэма». С 1970 года — доцент, с 1980 года — и. о. профессора, в 1976—1986 годах — заведующий кафедрой истории музыки, в 1976—1979 годах — ученый секретарь специального совета консерватории, а с 1983 года — руководитель научно-исследовательской группы при кафедре истории музыки. В 1968—1973 годах — секретарь правления Союза композиторов Грузии. С 1976 года — председатель секции музыки Грузинской энциклопедии.
Автор статей о развитии грузинской музыкальной культуры и о творчестве грузинских композиторов: В. Азарашвили, А. Баланчивадзе, М. Баланчивадзе, А. Букия, В. Долидзе, Г. Канчели, Ш. Мшвелидзе, Р. Лагидзе, З. Палиашвили, О. Тактакишвили, С. Цинцадзе и других.
Шахматный и футбольный болельщик. Об этих увлечениях написал книги.

## Сочинения
- Симфонические произведения Шалвы Мшвелидзе «Звиадаури» и «Миндиа». — М., 1958.
- Руджиеро Леонкавалло и его опера «Паяцы». — М., 1960.
- Иона Туския. — Тбилиси, 1962.  (груз.),  (рус.)
- Композиторы Грузии — Тбилиси, 1968  (рус.), 2-е изд., 1973.  (рус.)
- Грузинская музыка. — Тбилиси, 1974 (на рус. яз., пер. на фр., 1975, и англ. яз. 1976).
- На музыкальных перекрестках. — Тбилиси, 1979.  (груз.)
- Анастасия Вирсаладзе: [Пианистка. Сборник] / Сост. и монографический очерк. — Тбилиси, 1981  (груз.), 1985.  (рус.)
- О днях минувших / Лит. запись воспоминаний А. М. Баланчивадзе // А. Баланчивадзе. — Тбилиси, 1979.
- Музыканты смеются.
- АВРО-турнир: Состязание сильнейших гроссмейстеров мира. Голландия, 1938 год. — М.: Галерия, 2006.
- Футбол на всю жизнь. — Тбилиси, 2007.

## Награды
- 1967 — Заслуженный деятель искусств Грузинской ССР
- 1999 — Орден Чести[1]